# Strade Bianche 2022
De Italiaanse wielerwedstrijd Strade Bianche werd in 2022 verreden op zaterdag 5 maart. Voor de mannen was het de zestiende editie en voor de vrouwen de achtste. In 2021 won de Nederlander Mathieu van der Poel bij de mannen en de Nederlandse Chantal van der Broek-Blaak bij de vrouwen. Zij werden respectievelijk opgevolgd door de Sloveen Tadej Pogačar en de Belgische Lotte Kopecky op de erelijst.

## Mannen
De koers bij de mannen is onderdeel van de UCI World Tour 2022. De winnaar van 2021, de Nederlander Mathieu van der Poel, werd opgevolgd door de Sloveen Tadej Pogačar op de erelijst. Van de 149 renners die van start gingen finishten er 87.

### Deelnemende ploegen

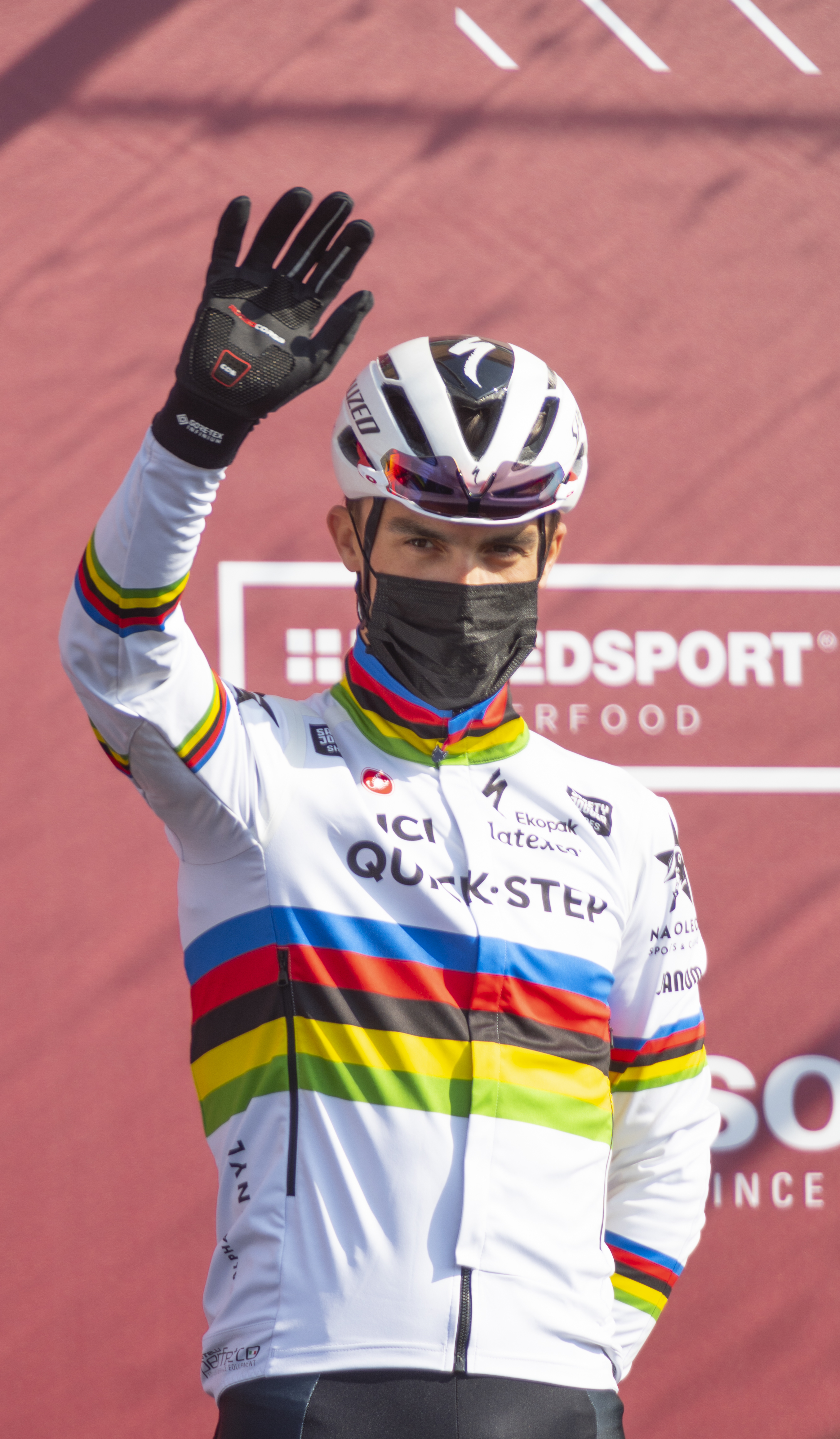
Wereldkampioen Julian Alaphilippe aan de start

Er namen 22 ploegen deel. Van de achttien World Tour-ploegen ontbrak het team van Cofidis. Van de twee startgerechtigde ploegen op basis van hun prestaties in de UCI ProSeries 2021 namen Alpecin-Fenix en Arkéa-Samsic beide deel. De UCI ProSeriesteams van Bardiani-CSF-Faizanè, Drone Hopper-Androni Giocattoli en EOLO-Kometa kregen hun wildcard toegewezen door organisator RCS Sport.

### Uitslag

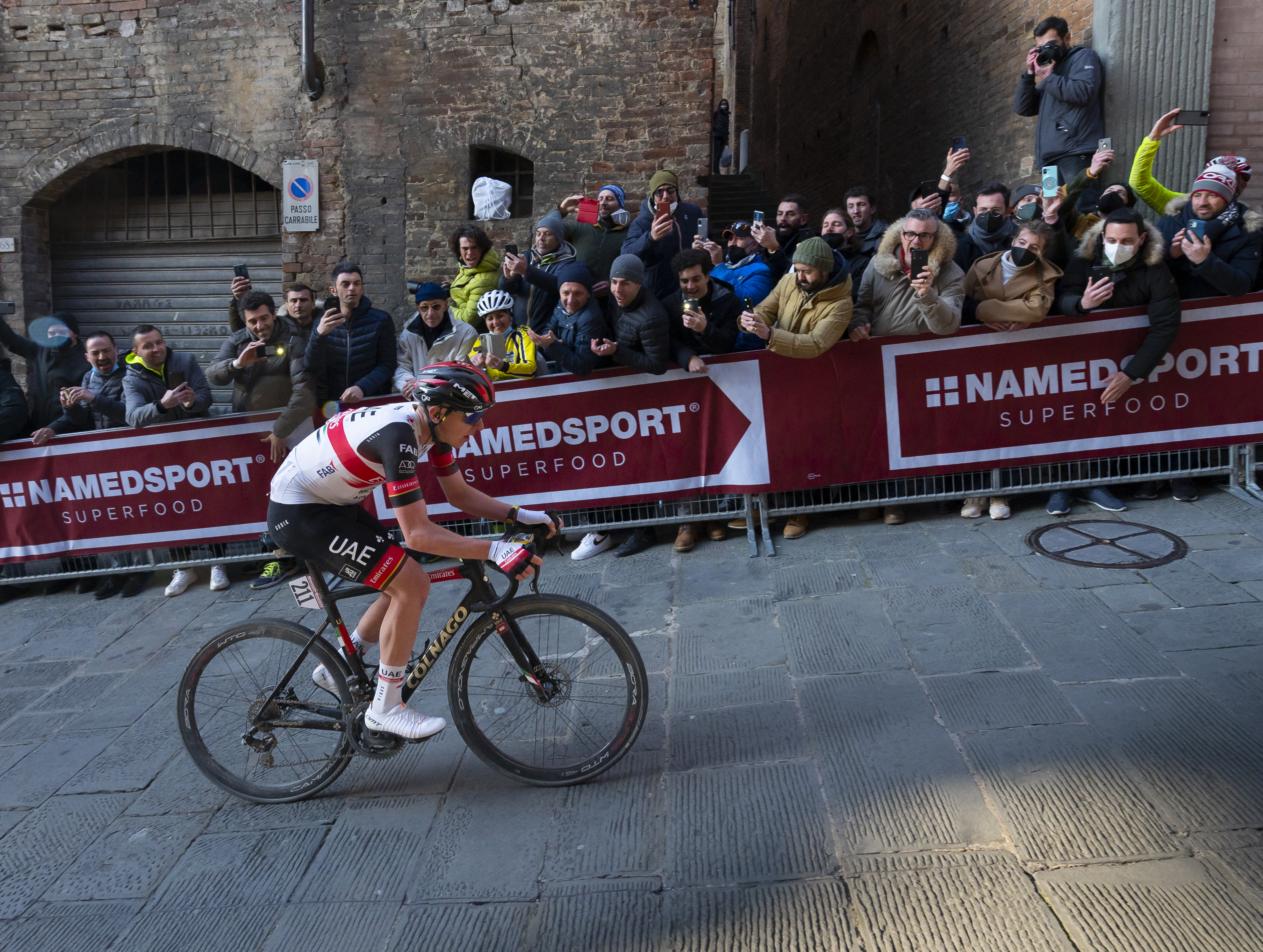
Winnaar Tadej Pogačar op de slotklim in Siena

| Plaats  | Naam                  | Ploeg                              | Tijd     |
| ------- | --------------------- | ---------------------------------- | -------- |
| Winnaar | Tadej Pogačar         | UAE Team Emirates                  | 4u47'49" |
| 2       | Alejandro Valverde    | Movistar Team                      | + 37"    |
| 3       | Kasper Asgreen        | Quick Step-Alpha Vinyl             | + 46"    |
| 4       | Attila Valter         | Groupama-FDJ                       | + 1'07"  |
| 5       | Peio Bilbao           | Bahrain Victorious                 | 1'09"    |
| 6       | Jhonatan Narváez      | INEOS Grenadiers                   | z.t.     |
| 7       | Quinn Simmons         | Trek-Segafredo                     | + 1'21"  |
| 8       | Tim Wellens           | Lotto Soudal                       | + 1'25"  |
| 9       | Simone Petilli        | Intermarché-Wanty-Gobert Matériaux | + 1'35"  |
| 10      | Sergio Higuita        | BORA-hansgrohe                     | + 1'53"  |
| 11      | Michael Valgren       | EF Education-EasyPost              | + 1'55"  |
| 12      | Floris De Tier        | Alpecin-Fenix                      | + 1'57"  |
| 13      | Lorenzo Rota          | Intermarché-Wanty-Gobert Matériaux | z.t.     |
| 14      | Sébastien Reichenbach | Groupama-FDJ                       | z.t.     |
| 15      | Ruben Guerreiro       | EF Education-EasyPost              | z.t.     |
| 16      | Toms Skujiņš          | Trek-Segafredo                     | + 2'00"  |
| 17      | Andrea Vendrame       | AG2R-Citroën                       | + 2'02"  |
| 18      | Jai Hindley           | BORA-hansgrohe                     | + 2'03"  |
| 19      | Filippo Zana          | Bardiani-CSF-Faizanè               | + 2'05"  |
| 20      | Carlos Rodriguez      | INEOS Grenadiers                   | + 2'07"  |
|         |                       |                                    |          |
| 39      | Joris Nieuwenhuis     | Team DSM                           | + 8'14"  |

## Vrouwen
De koers bij de vrouwen was onderdeel van de UCI Women's World Tour 2022 in de categorie 1.WWT. De winnares van 2021, de Nederlandse Chantal van der Broek-Blaak, werd opgevolgd door de Belgische Lotte Kopecky; zij werd tevens de eerste Belgische winnares op de erelijst. Van de 139 rensters die van start gingen, finishten er 85.

### Deelnemende ploegen
Er namen 24 ploegen deel; twintig met elk zes rensters, drie ploegen met vijf en één ploeg met vier rensters. Alle veertien World Tourploegen namen deel. Van de tien wildcards ging er een naar het Belgische Plantur-Pura en een naar het Nederlandse Parkhotel Valkenburg.
| UCI-World Tourteams | UCI-World Tourteams                                                                                               | UCI-teams |
| --- | --- | --- |
| Canyon-SRAM EF Education-TIBCO-SVB FDJ Nouvelle-Aquitaine Futuroscope Human Powered Health Women Liv Racing Xstra Movistar Team Roland-Cogeas-Edelweiss | Team BikeExchange Jayco Team DSM Team Jumbo-Visma Team SD Worx Trek-Segafredo UAE Team ADQ Uno-X Pro Cycling Team | Aromitalia-Basso Bikes-Vaiano BePink Born to Win G20 Ambedo Isolmant-Premac-Vittoria Servetto-Makhyma-Beltrami TSA Top Girls Fassa Bortolo Valcar-Travel & Service Plantur-Pura Ceratizit-WNT Parkhotel Valkenburg |

### Uitslag
| Plaats  | Naam                  | Ploeg                              | tijd     |
| ------- | --------------------- | ---------------------------------- | -------- |
| Winnaar | Lotte Kopecky         | Team SD Worx                       | 3u59'14" |
| 2       | Annemiek van Vleuten  | Movistar Team                      | z.t.     |
| 3       | Ashleigh Moolman      | Team SD Worx                       | + 10"    |
| 4       | Katarzyna Niewiadoma  | Canyon-SRAM                        | + 19"    |
| 5       | Cecilie Uttrup Ludwig | FDJ Nouvelle-Aquitaine Futuroscope | + 24"    |
| 6       | Elise Chabbey         | Canyon-SRAM                        | + 28"    |
| 7       | Marianne Vos          | Team Jumbo-Visma                   | + 29"    |
| 8       | Elisa Longo Borghini  | Trek-Segafredo                     | z.t.     |
| 9       | Shirin van Anrooij    | Trek-Segafredo                     | + 34"    |
| 10      | Silvia Persico        | Valcar-Travel & Service            | z.t.     |

2007 · 2008 · 2009 · 2010 · 2011 · 2012 · 2013 · 2014 · 2015 · 2016 · 2017 · 2018 · 2019 · 2020 · 2021 · 2022 · 2023 · 2024 · 2025
Ronde van de Verenigde Arabische Emiraten ·
Omloop Het Nieuwsblad ·
Strade Bianche ·
Parijs-Nice · 
Tirreno-Adriatico · 
Milaan-San Remo ·
Ronde van Catalonië ·
Driedaagse Brugge-De Panne ·
E3 Saxo Bank Classic ·
Gent-Wevelgem ·
Dwars door Vlaanderen ·
Ronde van Vlaanderen ·
Ronde van het Baskenland ·
Amstel Gold Race ·
Parijs-Roubaix ·
Waalse Pijl ·
Luik-Bastenaken-Luik ·
Ronde van Romandië ·
Eschborn-Frankfurt ·
Ronde van Italië ·
Critérium du Dauphiné ·
Ronde van Zwitserland ·
Ronde van Frankrijk ·
Clásica San Sebastián ·
Ronde van Polen ·
BEMER Cyclassics ·
Bretagne Classic ·
Benelux Tour ·
Ronde van Spanje ·
GP van Quebec · 
GP van Montreal · 
Ronde van Lombardije ·
Ronde van Guangxi ·
Strade Bianche ·
Ronde van Drenthe ·
Trofeo Alfredo Binda-Comune di Cittiglio ·
Brugge-De Panne ·
Gent-Wevelgem ·
Ronde van Vlaanderen ·
Amstel Gold Race ·
Parijs-Roubaix ·
Waalse Pijl ·
Luik-Bastenaken-Luik ·
Itzulia Women ·
Ronde van Burgos ·
RideLondon Classic ·
The Women's Tour · 
Giro Donne · 
Tour de France Femmes ·
Postnord Vårgårda WestSweden · 
Ronde van Scandinavië ·
GP de Plouay-Bretagne ·
Simac Ladies Tour ·
Ceratizit Challenge by La Vuelta · 
Ronde van Romandië
Afgelaste wedstrijden: Cadel Evans Great Ocean Road Race · 
Tour of Chongming Island · 
Ronde van Guangxi